# Albizia dolichadena
Albizia dolichadena är en ärtväxtart som först beskrevs av André Joseph Guillaume Henri Kostermans, och fick sitt nu gällande namn av Ivan Christian Nielsen. Albizia dolichadena ingår i släktet Albizia och familjen ärtväxter. Inga underarter finns listade i Catalogue of Life.